# Fiksativ
Fiksativ er et middel at fæstne tegninger og malerier til papiret. Fiksativ anvendes især til efterbehandling af malerier malet med pastelkridt. Når maleriet er færdigt, sprayes med fiksativ for at farven ikke skal drysse af. Fiksativ giver i øvrigt maleriet en længere holdbarhed, men gør farverne mørkere.
| Kunst | Spire Denne artikel om kunst er en spire som bør udbygges. Du er velkommen til at hjælpe Wikipedia ved at udvide den. |